# Mali Antili
Mali Antili su skupina otoka u Karipskom moru. Razlikuju se od velikih otoka Velikih Antila na zapadu. Tvore luk koji počinje istočno od Portorika i skreće prema jugu kroz Zavjetrinske i Privjetrinske otoke gotovo do Južne Amerike, a zatim skreće prema zapadu duž venezuelanske obale (Zavjetrinski Antili) sve do Arube. Barbados je izoliran oko 160 km istočno od Zavjetrinskih otoka.
Većina ih je dio dugog, djelomično vulkanskog otočnog luka između Velikih Antila na sjeverozapadu i južnoameričkog kontinenta. Otoci Malih Antila čine istočnu granicu Karipskog mora na mjestu gdje se ono susreće s Atlantskim oceanom. Zajedno, Mali Antili i Veliki Antili čine Antile. (Riječ Karibi ponekad se koristi samo za Antile, a ponekad za mnogo veću regiju.) Mali i Veliki Antili, zajedno s Lukajskim otočjem, zajednički su poznati kao Zapadna Indija.
Otoci su etnički bili dominantno Caribski u usporedbi s Velikim Antilima koje su naselili Taíno, granica postavljena između njih poznata je kao "zavjesa otrovne strijele" prema omiljenom oružje Cariba, posebno u obrani od Europljana koji su došli osvojiti otoke u 16. stoljeću.

## Povijest nakon dolaska Europljana
Španjolci su bili prvi Europljani koji su stigli na otoke dolaskom Kristofora Kolumba. Godine 1493., na svom drugom putovanju, Kolumbo je stigao do obale Karipskog mora, gdje je otkrio nekoliko otoka arhipelaga Malih Antila. Prvi otok koji je otkrio na ovom putovanju nazvao je Deseada. Španjolci su polagali pravo na otok Dominika i svečano zauzeli zemlju otoka koji su zvali Marigalante. Zatim su se usidrili uz otok koji su nazvali Guadeloupe. Poslije su posjetili Montserrat, Antiguu i San Cristobal. Zatim su prešli otočje Jedanaest tisuća djevica.
Tijekom sljedećih stoljeća, Španjolci, Francuzi, Nizozemci, Danci i Englezi borili su se oko nekoliko otoka.
Pierre Belain d'Esnambuc bio je francuski trgovac i pustolov na Karibima, koji je 1635. godine osnovao prvu stalnu francusku koloniju Saint-Pierre na otoku Martinique. Belain je 1625. otplovio na Karibe, nadajući se da će osnovati francusko naselje na otoku Sveti Kristofor. Godine 1626. Francuzi pod vodstvom Pierrea Belaina d'Esnambuca počeli su se zanimati za Guadeloupe, protjeravši španjolske koloniste.
Martinik je kartografirao Kolumbo 1493., ali Španjolsku to područje nije zanimalo. Kristofor Kolumbo pristao je 15. lipnja 1502. nakon 21 dana prelaženja oceana na pasatima, što je bilo njegovo najbrže oceansko putovanje. Dana 15. rujna 1635. Pierre Belain d'Esnambuc, francuski guverner otoka San Cristóbal, iskrcao se u luci San Pedro s 80-150 francuskih doseljenika nakon što su ga iz San Cristóbala protjerali Englezi. D'Esnambuc je tražio Martinik za francuskog kralja Luja XIII i "Compagnie des Îles de l'Amérique".
Margarita u današnjoj Venezueli otkriven je 15. kolovoza 1498. tijekom trećeg Kolumbovog putovanja. Na tom će putovanju admiral otkriti i kopno, Venezuelu. Tog dana u kolovozu Kolumbo je uočio tri otoka, od kojih su dva mala, niska i sušna (današnji Coche i Cubagua),
Pokrajinu Trinidad su u 16. stoljeću stvorili Španjolci, a njen glavni grad bio je San José de Oruña. Ali tijekom Napoleonovih ratova, u veljači 1797., britanska je vojska počela okupirati teritorij. Godine1802. Španjolska je priznala britanski suverenitet.
Godine 1917. SAD su kupile Danske Djevičanske otoke. Većina britanskih kolonija postale su neovisne države, otoci Malih Antila koji pripadaju Venezueli podijeljeni su u 2 različita entiteta, državu Nueva Esparta i savezne ovisnosti (1938.). Godine 1986. Aruba se odvojila od Nizozemskih Antila i službeno postala država Kraljevine Nizozemske. Godine 2010. ostatak Nizozemskih Antila raspušten je u manje entitete.
Dana 18. srpnja 1995. proradio je prethodno uspavani vulkan Soufrière Hills na južnom dijelu otoka Montserrat. Erupcije su uništile glavni grad Montserrat iz džordžijanskog doba, Plymouth. Između 1995. i 2000. dvije trećine stanovništva otoka bilo je prisiljeno pobjeći, uglavnom u Ujedinjeno Kraljevstvo, ostavljajući manje od 1200 ljudi na otoku 1997. (poraslo je na gotovo 5000 do 2016.).
Dva službena francuska prekomorska departmana su Guadeloupe i Martinique. Sveti Martin i Sveti Barthélemy, bivši dio departmana Guadeloupe, imaju zaseban status prekomorskih entiteta od 2007. godine.

## Geografija
Otoci Malih Antila podijeljeni su u tri skupine: Projetrinske otoke na jugu, Zavjetrinske otoke na sjeveru i Zavjetrinske Antile na zapadu.
Privjetrinski otoci nazivaju se tako jer su bili više u privjetrini za jedrenjake koji su dolazili u Novi svijet od Zavjetrinskog otočja, s obzirom na to da prevladavajući pasati pušu od istoka prema zapadu. Transatlantske struje i vjetrovi koji su osiguravali najbrži put preko oceana doveli su ove brodove do grube razdjelnice između Zavjetrinskih i Privjetrinskih otoka.
Zavjetrinski Antili sastoje se od nizozemskih ABC otoka tik uz obalu Venezuele i skupine venezuelanskih otoka.

## Geološka formacija
Mali Antili više-manje se podudaraju s vanjskom liticom Karipske ploče. Mnogi su otoci nastali kao rezultat subdukcije oceanske kore Atlantske ploče ispod Karipske ploče u zoni subdukcije Malih Antila. Ovaj proces je u tijeku i odgovoran je ne samo za mnoge otoke, već i za vulkanske i potresne aktivnosti u regiji. Otoci duž južnoameričke obale uvelike su rezultat interakcije Južnoameričke ploče i Karipske ploče koja je uglavnom povlačna, ali uključuje komponentu kompresije.
Geološki, otočni luk Malih Antila proteže se od Grenade na jugu do Anguille na sjeveru. Djevičanski otoci i otok Sombrero geološki su dio Velikih Antila, dok je Trinidad dio Južne Amerike, a Tobago je ostatak zasebnog otočnog luka. Zavjetrinski Antili također su zaseban otočni luk, koji se prirasta Južnoj Americi.

## Politička podjela
Mali Antili podijeljeni su na osam neovisnih država i brojne ovisne i nesuverene države (koje su politički povezane s Ujedinjenim Kraljevstvom, Francuskom, Nizozemskom i SAD-om). Više od jedne trećine ukupne površine i stanovništva Malih Antila nalazi se u Trinidadu i Tobagu, suverenoj državi koja se sastoji od dva najjužnija otoka lanca Zavjetrinskih otoka.

### Suverene države
| Ime                       | Podjela  | Površina (km2) | Stanovništvo (1. srpnja 2005., procj.) | Gustoća naseljenosti (po km2 ) | Glavni grad   |
| ------------------------- | -------- | -------------- | -------------------------------------- | ------------------------------ | ------------- |
| Antigva i Barbuda         | Župe     | 440            | 85,632                                 | 195                            | St. John's    |
| Antigva i Barbuda         | Barbuda  | 161            | 1,370                                  | 9.65                           | Codrington    |
| Antigva i Barbuda         | Redonda  | 2              | 0                                      | 0                              | n/a           |
| Barbados                  | Župe     | 431            | 284,589                                | 660                            | Bridgetown    |
| Dominika                  | Župe     | 754            | 72,660                                 | 96.3                           | Roseau        |
| Grenada                   | Župe     | 344            | 110,000                                | 319.8                          | St. George's  |
| Sveti Kristofor i Nevis   | Župe     | 261            | 42,696                                 | 163.5                          | Basseterre    |
| Sveti Kristofor i Nevis   | Nevis    | 93             | 12,106                                 | 130.1                          | Charlestown   |
| Sveta Lucija              | Okruzi   | 616            | 173,765                                | 282                            | Castries      |
| Sveti Vincent i Grenadini | Župe     | 389            | 110,000                                | 283                            | Kingstown     |
| Trinidad i Tobago         | Trinidad | 5,131          | 1,405,953                              | 253.3                          | Port of Spain |
| Trinidad i Tobago         | Tobago   | 300            | 60,000                                 | 180                            | Scarborough   |
| Ukupno                    |          | 8,367          | 2,179,295                              | 260.5                          |               |

### Nesuverene države i teritoriji
| Ime                                      | Suverena država       | Podjela              | Površina (km2) | Stanovništvo (1. srpnja 2005., procj.) | Gustoća naseljenosti (po km2 ) | Glavni grad        |
| ---------------------------------------- | --------------------- | -------------------- | -------------- | -------------------------------------- | ------------------------------ | ------------------ |
| Aruba                                    | Kraljevina Nizozemska | Okruzi               | 193            | 103,065                                | 534.0                          | Oranjestad         |
| Angvila                                  | UK                    | Okruzi               | 91             | 13,600                                 | 149.4                          | Dolina             |
| Bonaire                                  | Nizozemska            |                      | 288            | 14,006                                 | 48.6                           | Kralendijk         |
| Britanski Djevičanski otoci              | UK                    | Okruzi               | 153            | 27,000                                 | 176.5                          | Road Town          |
| Curaçao                                  | Kraljevina Nizozemska | Okruzi               | 444            | 180,592                                | 406.7                          | Willemstad         |
| Gvadalupa                                | Francuska             | Arondismani          | 1,780          | 440,000                                | 247.2                          | Basse-Terre        |
| Martinik                                 | Francuska             | Arondismani          | 1,128          | 400,000                                | 354.6                          | Fort-de-France     |
| Montserrat                               | UK                    | Župe                 | 120            | 4,655                                  | 38.8                           | Brades             |
| Saba                                     | Nizozemska            |                      | 13             | 1,424                                  | 109.5                          | The Bottom         |
| Sveti Bartolomej                         | Francuska             | Paroisses (župe)     | 21             | 7,448                                  | 354.6                          | Gustavia           |
| Sveti Martin                             | Francuska             |                      | 53             | 35,000                                 | 660.4                          | Marigot            |
| Sveti Eustahije                          | Nizozemska            |                      | 34             | 3,100                                  | 91.2                           | Oranjestad         |
| Sint Maarten                             | Kraljevina Nizozemska |                      | 34             | 40,917                                 | 1,203.4                        | Philipsburg        |
| Španjolski Djevičanski otoci (Portoriko) | SAD                   | Barrios              | 165.1          | 11,119                                 | 67.35                          | Culebra Izabela II |
| Američki Djevičanski otoci               | SAD                   | Okruzi               | 346            | 108,448                                | 313.4                          | Charlotte Amalie   |
| Nueva Esparta                            | Venezuela             | Općine               | 1,150          | 491,610                                | 427.5                          | La Asunción        |
| Savezni teritoriji Venezuele             | Venezuela             | Federalne zavisnosti | 342            | 2,155                                  | 6.3                            | Gran Roque         |
| Ukupno                                   |                       |                      | 5,997          | 1,769,955                              | 320.1                          |                    |

Nekoliko otoka uz sjevernu obalu Venezuele i politički dio te zemlje također se smatraju dijelom Malih Antila. Oni su navedeni u odjeljku u nastavku.

## Otoci
Glavni Mali Antili su (od sjevera prema jugu prema zapadu):

### Zavjetrinski otoci
Od sjeverozapada prema jugoistoku, glavni otoci su:
- Djevičanski otoci
  - Španjolski Djevičanski otoci ( Portoriko)
    -  Culebra
    -  Vieques

  -  Američki Djevičanski Otoci (SAD)
    - St. Thomas
    - St. Johna
    - Saint Croix
    - Water Island

  -  Britanski Djevičanski Otoci (UK)
    - Jost Van Dyke
    - Tortola
    - Virgin Gorda
    - Anegada
- Angvila (UK)
- Sveti Martin
  -  Zajednica Sveti Martin (Francuska)
  -  Zemlja Sveti Martin (Nizozemska)
- Sveti Bartolomej (Francuska)
- Saba (Nizozemska)
- Sveti Eustahije (Nizozemska)
- Sveti Kristofor i Nevis
  - Sveti Kristofor
  - Nevis
- Antigva i Barbuda
  - Barbuda
  - Antigva
  - Redonda — nenaseljen
- Montserrat (UK)
- Gvadalupa (Francuska)
  - Basse-Terre
  - Grande-Terre
  - La Désirade (zavisnost Gvadeloupe) — doslovno 'željeno', špa. La Deseada[4]
  - Îles des Saintes (zavisnost Gvadeloupe)
  - Marie-Galante (zavisnost Gvadeloupe)

### Privjetrinski otoci
Od sjevera prema jugu:
- Dominika
- Martinik ( Francuska)
- Sveta Lucija
- Sveti Vincent i Grenadini
  - Grenadini
  - Sveti Vincent
- Grenada
  - Carriacou i Petite Martinique

### Zavjetrinski Antili
Otoci sjeverno od venezuelanske obale (od zapada prema istoku):
Otprilike od zapada prema istoku:
- ABC-otoci (dio Kraljevine Nizozemske)
  -  Aruba, konstitutivna država Kraljevine Nizozemske
  -  Bonaire, dio Karipske Nizozemske (javno tijelo uže Nizozemske)
  -  Curaçao, konstitutivna država Kraljevine Nizozemske
- Savezni teritoriji Venezuele[a]
  - La Blanquilla
  - La Orchila
  - La Sola
  - La Tortuga
  - Las Aves
  - Los Frailes
  - Los Hermanos
  - Los Monjes
  - Los Roques
  - Los Testigos[b]
  - Patos [c]
- Država Nueva Esparta (Venezuela)
  - Coche
  - Cubagua
  - Margarita
- Država Falcón (Venezuela)
  -  poluotok Paraguaná

### Izolirani otoci u Malim Antilima
- Barbados † [d][5][6][7]
- Trinidad i Tobago † [e][2]

† Fiziografski, ovo su kontinentalni otoci koji nisu dio vulkanskog luka Zavjetrinskih otoka. Međutim, na temelju blizine, ti se otoci ponekad kulturno i politički grupiraju s Otocima privjetrine.